# Georg Andreas Böckler
Georg Andreas Böckler (Cronheim, Gunzenhausen, ca. 1617 — Ansbach, 21 de fevereiro de 1687) foi um arquiteto alemão.

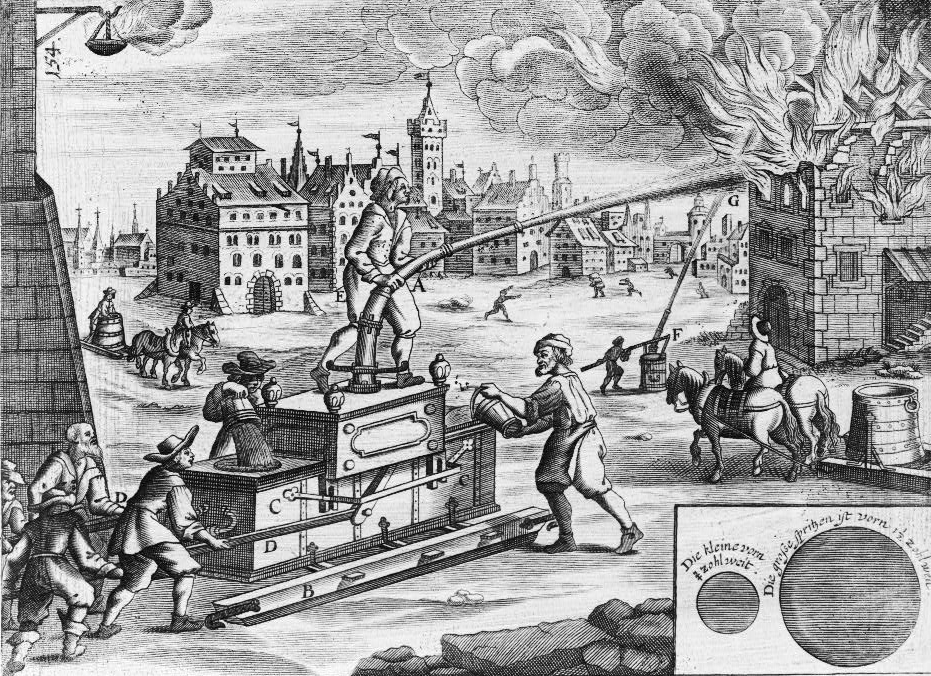
Ilustração do Theatrum Machinarum Novum de Georg Andreas Böckler, mostrando homens operando uma bomba d'água em um incêndio (1662)

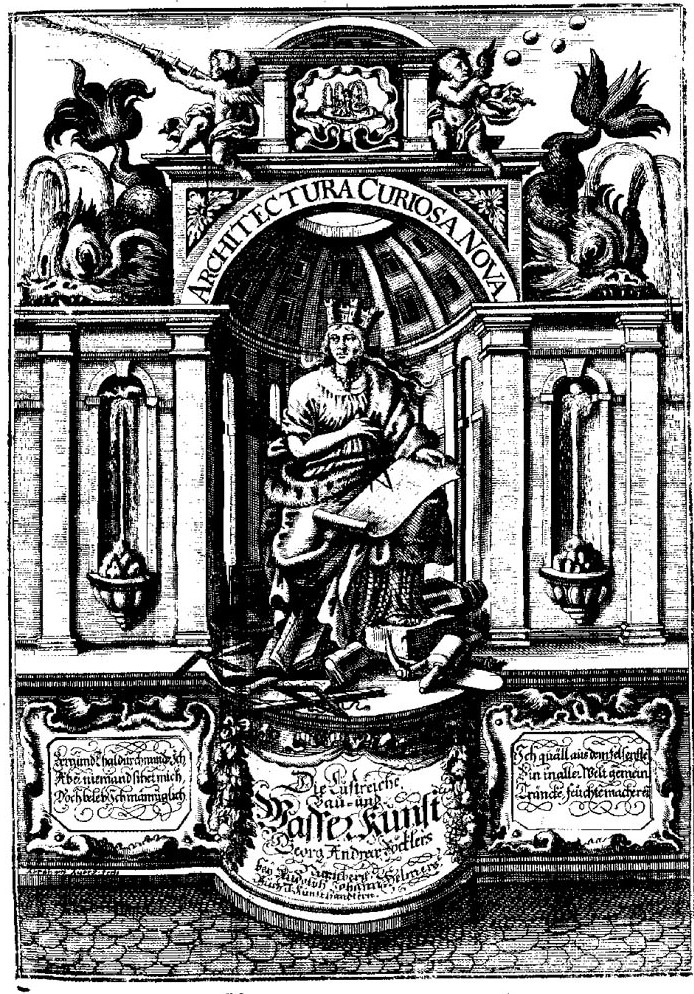
Architectura curiosa nova, 1701

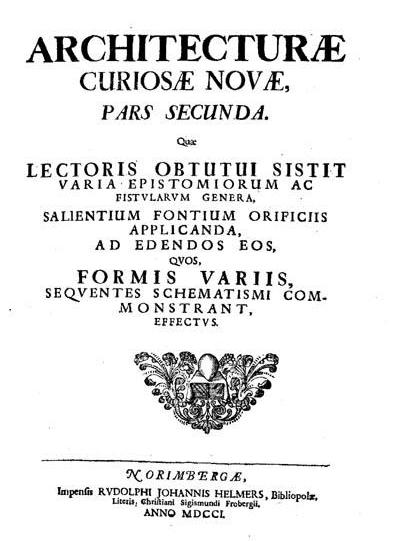
Neue Ergotzliche Sinn-und Kunstreiche auch nutzliche Bau-und Wasser-Kunst vorstellend (1701)